# ميكي إغاراشي
ميكي إغاراشي (باليابانية: 五十嵐美紀؛ بالكانا: いがらし みき) هي منافسة ألعاب القوى يابانية، ولدت في 22 أغسطس 1971.

## وصلات خارجية
- ميكي إغاراشي على موقع الاتحاد الدولي لألعاب القوى (الإنجليزية)
- ميكي إغاراشي على موقع أوليمبيديا (الإنجليزية)